# Gare de Venerque - Le Vernet
Gare de Venerque - Le Vernet vasútállomás Franciaországban, Venerque településen.

## Vasútvonalak
Az állomást az alábbi vasútvonalak érintik:
- Portet-Saint-Simon–Puigcerdà-vasútvonal

## Kapcsolódó állomások
A vasútállomáshoz az alábbi állomások vannak a legközelebb:
- Gare de Pins-Justaret
- Gare d’Auterive